# Zabiba i król
Zabiba i król (arab. بيبة والملك, ang. Zabibah and the King) – powieść historyczna, napisana przez byłego dyktatora i prezydenta Iraku Saddama Husajna, opublikowana anonimowo w Iraku w 2000 roku. Przetłumaczona na angielski w 2004, kiedy Husajn był już obalony i uwięziony (nie otrzymał pieniędzy za prawa autorskie). Autorstwo Husajna było długo oficjalnie niepotwierdzone, ale też wiadome dla wielu.
Akcja dzieje się na wczesnośredniowiecznych ziemiach irackich (VII i VIII wiek n.e.) Ich potężny władca (tytułowy król) zakochał się w pięknej dziewczynie z gminu imieniem Zabiba. Mąż Zabiby jest okrutnikiem, który nieustannie ją maltretuje i gwałci. Król więc zabija go, ratując Zabibę.
Według niektórych w intencji autora król reprezentuje samego Saddama, Zabiba lud iracki a jej mąż wrogów.
Akcja dzieje się w rodzinnym mieście Saddama, Tikricie.